# Piper erythrostachyum
Piper erythrostachyum är en pepparväxtart som beskrevs av C. Dc.. Piper erythrostachyum ingår i släktet Piper och familjen pepparväxter. Inga underarter finns listade i Catalogue of Life.